# Leonel Altobelli
Leonel Víctor Altobelli (Presidencia Roque Sáenz Peña, 20 luglio 1986) è un ex calciatore argentino, di ruolo attaccante.

## Carriera
Ha giocato nella massima serie dei campionati argentino e thailandese, e nella seconda divisione spagnola.

## Palmarès

### Club

#### Competizioni nazionali
- Thai League 1: 1

Buriram United: 2014